# اشتوتگارت (کانزاس)
اشتوتگارت (به انگلیسی: Stuttgart) یک منطقهٔ مسکونی در ایالات متحده آمریکا است که در شهرستان فیلیپس، کانزاس واقع شده‌است. اشتوتگارت ۶۰۷ متر بالاتر از سطح دریا واقع شده‌است.